# Estratégias de marketing
Estratégia de marketing é uma abordagem de planejamento de longo prazo e prospectiva, com o objetivo fundamental de alcançar uma vantagem competitiva sustentável.
Os estudiosos continuam a debater o significado preciso da estratégia de marketing. Consequentemente, a literatura oferece muitas definições diferentes. Em um exame cuidadoso, no entanto, essas definições parecem centralizar-se na noção de que estratégia se refere a uma declaração ampla do que deve ser alcançado.
O planejamento estratégico envolve uma análise da situação inicial estratégica da empresa antes da formulação, avaliação e seleção da posição competitiva orientada para o mercado que contribui para as metas e objetivos de marketing da empresa.

## Classificação das Estratégias de Marketing
É bom observarmos a pirâmide ou hierarquia das necessidades de Maslow. Lá vemos o diferencial do que é inato e do que pode nos ser sugerido através de marketing, seja ele sútil ou agressivo.

### Quanto à dominância no mercado
- Líder
- Desafiante
- Seguidor
- Nicho de mercado
- Ser competitivo
- Vender bem não significa ter o melhor preço e sim fazer valer o seu produto
- Saber satisfazer o grupo que pretende atingir
- Satisfazer a si mesmo e os outros do grupo

### Classificação genérica de Michael Porter
- Liderança de custos
- Diferenciação do produto
- Segmentação de mercado

### Quanto à inovação
- Pioneiros
- Seguidores imediatos
- Seguidores tardios
- Exclusividade

### Estratégia de crescimento
Neste esquema coloca-se a questão: "Como é que a empresa deve crescer?" Há uma variedade de formas diferentes de responder à questão. As mais comuns são:
- Integração horizontal
- Integração vertical
- Diversificação (ou conglomeração)
- Intensificação

### Estratégia de cross-selling (venda cruzada)

#### O que é?
- A venda de múltiplos produtos ou serviços a um mesmo cliente.
- A venda de produtos e serviços a distintas unidades de negócio de uma mesma empresa.
- A venda de produtos ou serviços à mesma empresa em diferentes pontos geográficos.

#### Quais os benefícios?
- As Estratégias de Cross-Selling optimizam receitas e custos num contexto de concorrência muito forte e mercados maduros.
- Vender produtos ou serviços a um cliente já em carteira é até quatro vezes menos dispendioso do que fazê-lo a um cliente novo.
- Uma boa Estratégia de Cross-Selling deve estar baseada numa boa Estratégia de Segmentação.
- Aumentar a fidelidade e a retenção, gerar valor para o cliente e rentabilidade para o fornecedor, aumentar o conhecimento do cliente, criar uma "fábrica de oportunidades" de venda e aumentar a "perícia" do fornecedor são alguns dos benefícios de um bom Cross-Selling.
- As Estratégias de Cross-Selling devem traduzir-se na prática por Planos de Crescimento de Clientes adequados a cada segmento da carteira.
- Escolher o momento chave para lançar uma nova oferta é vital no processo de Cross-Selling. Só um conhecimento profundo do cliente permitirá acertar.
- Uma boa Estratégia de Venda Cruzada aumenta consideravelmente o "Customer Equity". É básico que exista um enfoque de longo prazo para crescer pela mão do cliente durante todo o seu ciclo de vida.

### Estratégia de Up-selling

#### O que é?
- Crescimento da relação com o cliente, mediante uma maior venda do mesmo produto, serviço, ou de versões mais avançadas dos mesmos.

#### Factor chave
- Maior número de soluções.

#### Requisitos e Rendimento
- Maior número de produtos e serviços já disponíveis, e de soluções "premium".
- Maior rentabilidade por venda e menos custo por venda.

#### Benefícios
- Encurtar o ciclo de vendas e optimizar o ritmo de pedidos.
- Obter no momento compromissos de compra no futuro.
- Descobrir novas aplicações de determinados produtos ou serviços.
- Aumentar a penetração por cliente
- Consolidar a posição da empresa a médio e longo prazo.[3]

### Quanto à agressividade
Aqui colocamos a questão de saber se a empresa deverá crescer ou não e se sim, com que velocidade.
Um esquema divide as estratégias em:
- segurar
- ceifar ou colher

Um esquema mais detalhado usa as seguintes categorias:
- Marketing
- Planejamento estratégico
- Plano de marketing